# Hamin, Syria
Hamin (tiếng Ả Rập: حمين) là một ngôi làng Syria ở huyện
Duraykish thuộc tỉnh Tartous. Theo Cục Thống kê Trung ương Syria (CBS), Hamin có dân số 2.222 trong cuộc điều tra dân số năm 2004.